# Bhedabheda
Bhedābheda Vedānta est l'une des écoles du Vedānta qui appartient à la tradition philosophique indienne connue sous le terme sanskrit astika. Celle-ci a été fondée par le philosophe Bhāskara qui était un jeune contemporain de Adi Shankara (780 - vers 820), lui-même philosophe, rénovateur de l'hindouisme et appartenant à l'école de l'Advaita Vedānta. Le philosophe Nimbarka a développé une pensée similaire appelée Dvaitadvaita.

## Philosophie
Le bhedābheda admet une différence (bheda) et une non-différence (abheda) entre le soi individuel, le jīvātman et l'ultime Vérité: le divin, le brahman. Un exemple de cette dualité et de cette unité est que cette philosophie admet que l'âme est considérée comme liée au divin, alors que le divin est différent de l'être individuel.